# Gaibandha
Kurigram is een district in de divisie Rangpur in Bangladesh. Gaibandha is een district sinds het jaar 1875